# Langues dans les Balkans

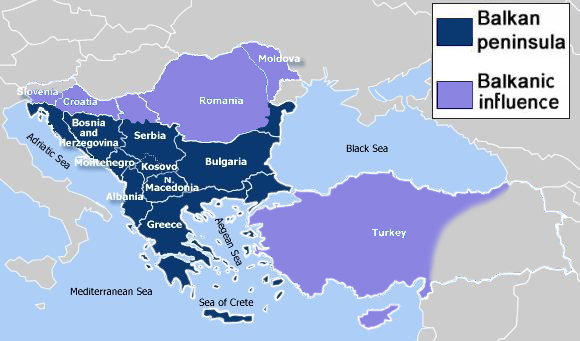
Péninsule des Balkans (bleu)

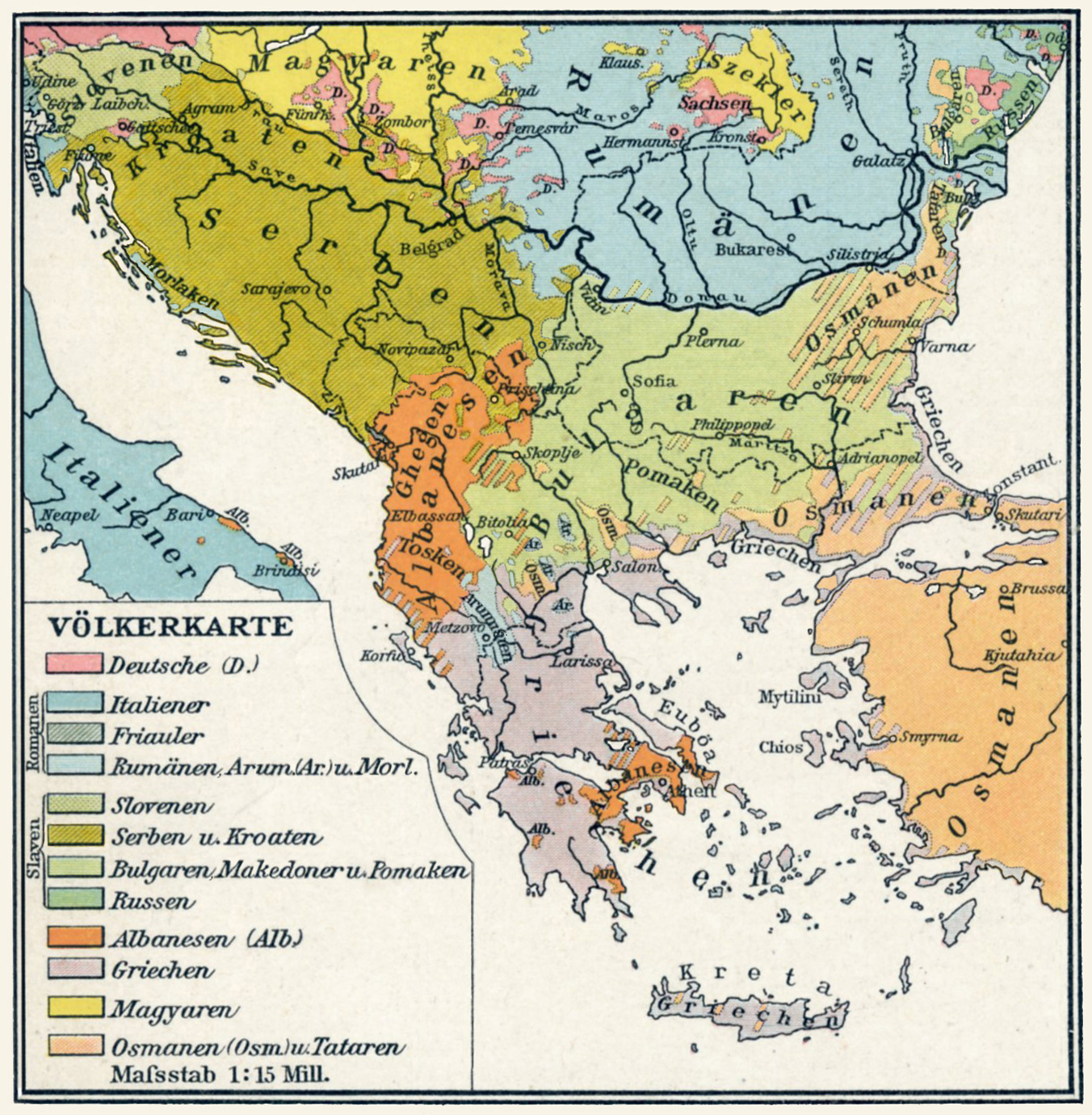
Détails des langues majoritaires des Balkans en 1908

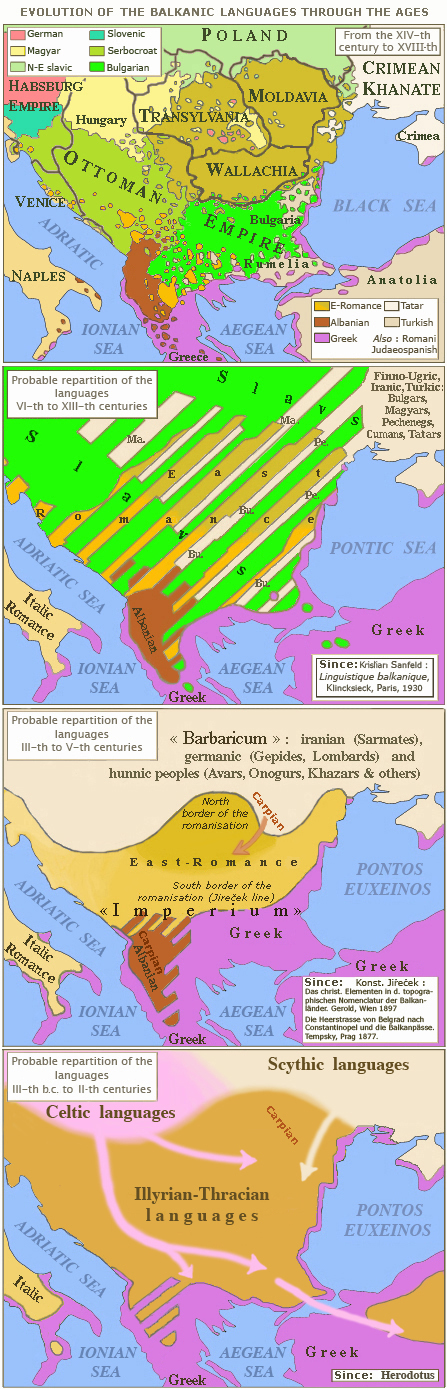
Évolution des langues dans les Balkans, d'après Jiřeček et Kristian Sandfeld-Jensen

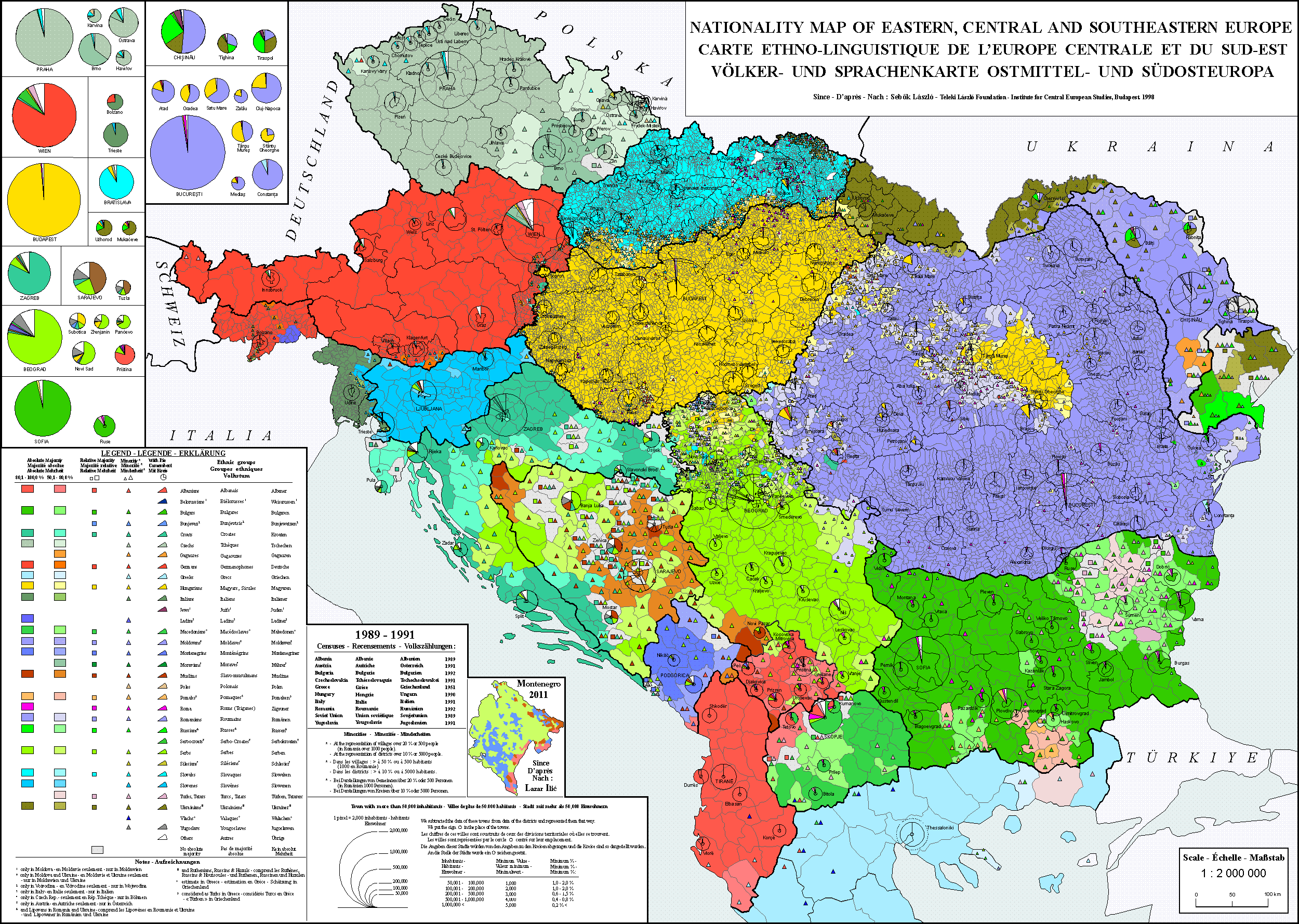
Détails des langues dans les Balkans

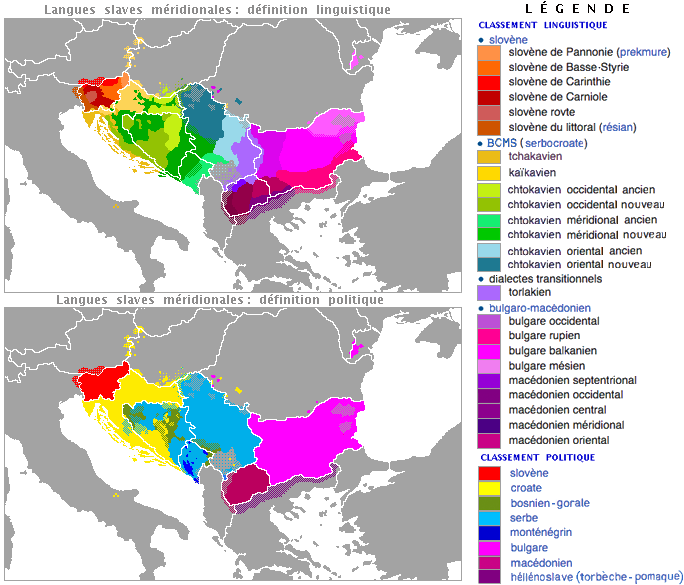
Langues slaves méridionales

Les langues dans les Balkans sont celles parlées dans la péninsule des Balkans, comprenant aujourd'hui douze États (de jure ou de facto) :
- pays intégralement inclus dans les Balkans : Albanie, Bosnie-Herzégovine, Bulgarie, Grèce, Kosovo, Rép. de Macédoine du Nord, Monténégro ;
- pays partiellement inclus dans les Balkans : Croatie, Roumanie, Serbie, Slovénie et Turquie.

## Ensembles linguistiques
Dans cette région, on dénombre (du point de vue linguistique, pas politique) sept ensembles de « locuteurs qui se comprennent entre eux » groupés en trois catégories :
- les langues balkaniques aborigènes :
  - albanais,
  - grec,
  - langues romanes orientales ;

- les langues balkaniques slaves :
  - bosnien-croate-monténégrin-serbe,
  - bulgaro-macédonien,
  - slovène ;

- les langues balkaniques turques :
  - turco-tatar.

Du point de vue politique, les dénominations et les définitions sont plus nombreuses et évoluent avec l'histoire.
Selon les linguistes Jernej Kopitar, Gustav Weigand (de) et Kristian Sandfeld-Jensen l'existence d'une union linguistique balkanique présentant des particularités syntaxiques, grammaticales et phonologiques communes à toutes ces langues et à elles seules, montre que les populations ne s'y sont pas remplacées les unes les autres, mais se sont mutuellement assimilées. Ce n'est qu'à partir de la fin du XVIIIe siècle, avec l'éveil des nationalités et au XIXe siècle avec la scolarisation, que les langues ont cessé d'être étroitement imbriquées à travers toute la péninsule, pour se développer chacune dans un espace exclusif où, avec l'émergence des États modernes, les autres langues sont devenues de plus en plus minoritaires (sauf en Macédoine où ce processus a attendu la seconde moitié du XXe siècle).

## Langues éteintes
| Langue               | Famille                                      | Région                                                      | Disparition et descendance                                                                             |
| -------------------- | -------------------------------------------- | ----------------------------------------------------------- | --- |
| Illyre               | Langues illyriennes                          | Illyrie                                                     | Antiquité : Proto-Dalmate par romanisation                                                             |
| Daco-thrace          | Langues thraces                              | Dacie, Mésie, Thrace                                        | Antiquité : Albanais d'une part, et d'autre part Roman oriental par romanisation                       |
| Koinè                | Langues helléniques                          | Grèce, côtes de la péninsule Balkanique, Thrace méridionale | Antiquité tardive : Grec médiéval                                                                      |
| Roman oriental       | Langue latine des Thraces romanisés          | Dacie trajane, Dacie aurélienne, Mésie                      | Antiquité tardive : Langues romanes orientales                                                         |
| Dalmate dit Morlaque | Langue latine des Illyres romanisés          | Dalmatie                                                    | XVe siècle à Dubrovnik, XIXe siècle à Krk, sans descendance                                            |
| Slavon (Vieux-slave) | Slave                                        | Pays slaves des Balkans                                     | Devenu Langue liturgique de l'Église orthodoxe d'une part, et Langues slaves méridionales d'autre part |
| Bardariote           | Langues iraniennes                           | Macédoine                                                   | XIXe siècle sans descendance (passage au grec)                                                         |
| Yévanique            | Langue gréco-hébraïque des Juifs helléniques | Grèce, Bulgarie, Roumanie, Turquie                          | XXe siècle sans descendance (Shoah en Grèce, émigration, passage au rite séfarade)                     |

## Langues vivantes

### Groupe slave
Ce groupe issu du slavon méridional † compte environ 30 millions de locuteurs :
| Langue                                                                   | Variantes                                                                      | Région | Locuteurs  |
| ------------------------------------------------------------------------ | ------------------------------------------------------------------------------ | --- | ---------- |
| Diasystème slave du sud-est                                              | Bulgare (Occidental, Mésien, Balkanien, Rupien, Nachtien), Macédonien          | Bulgarie, Macédoine, minorités en Grèce (nord), Roumanie (sud), Serbie (est) et Ukraine (Boudjak)                                                                                                | 10 000 000 |
| Diasystème slave du centre-sud ou Serbo-croate (variantes linguistiques) | Tchakavien, Kaïkavien, Chtokavien, Torlakien                                   | Bosnie, Croatie, Kosovo, Monténégro, Serbie, minorités en Autriche (croate du Burgenland) et Roumanie (serbe et carashovène du Banat)                                                            | 18 000 000 |
| Idem (dénominations politiques)                                          | Bosnien (2,3 mill.), Croate (5 mill.), Monténégrin (230 000), Serbe (10 mill.) | À l'exception du Monténégro dont deux-tiers des citoyens se sont déclarés de langue Serbe en 2011, chacune de ces nations revendique des locuteurs de sa langue officielle dans les pays voisins | Les mêmes  |
| Slovène                                                                  | Prekmure, Résian                                                               | Slovénie, minorités en Autriche (Carinthie) et Italie (Frioul-Vénétie Julienne) | 2 000 000  |

Les linguistes décrivent les langues slaves méridionales comme un « continuum linguistique » du fait que chacune est en grande partie compréhensible par les locuteurs immédiatement voisins. En termes de linguistique et de sociolinguistique, le bulgare et le macédonien présentent assez de traits structurels communs objectivement établis pour constituer une langue unitaire, même si l'accent et certains éléments lexicaux distinguent le parler macédonien (également parlé en Bulgarie du Sud-Ouest, vallées de la Mesta et de la Struma) du bulgare standard. Une situation similaire existe entre le bosnien, le croate, le serbe et le monténégrin, langue unitaire jadis appelée « serbo-croate » et aujourd'hui nommée « BCMS » : il s'agit d'une langue abstand , c’est-à-dire une langue dont les dialectes passés ou actuels présentent des traits structurels communs objectivement établis.
Les locuteurs du bulgare-macédonien entre eux, comme ceux du « BCMS » entre eux, peuvent se comprendre parfaitement sans interprète ni dictionnaire : la distinction des dénominations est purement politique. Le BCMS est parlé par 18 millions de locuteurs dans les Balkans : c'est la langue la plus parlée dans la région. Les autres langues slaves méridionales, le slovène d'un côté et le bulgare-macédonien de l'autre, ne sont pas complètement transparentes sans apprentissage pour les locuteurs du BMCS.

### Groupe roman
Ce groupe issu du Roman oriental † compte environ 23 millions de locuteurs dont environ 1,5 million dans les Balkans :
| Langue    | Région | Locuteurs                  |
| --------- | --- | -------------------------- |
| Aroumain  | Grèce (Épire, Macédoine-Occidentale), Albanie (Voskopojë, Koritsa), Macédoine du Nord, Bulgarie (diffus), Serbie (sud-est), Roumanie (Dobrogée). | 120 000 à 350 000          |
| Istrien   | Croatie (Istrie). | 500 à 1 000                |
| Méglénite | Grèce (nord), Macédoine du Nord (sud). | 2 000 à 5 000              |
| Roumain   | Roumanie (Dobrogée), Bulgarie (nord), Serbie (nord-est).                                                                                         | 1 150 000 au Sud du Danube |

En termes de linguistique et de sociolinguistique, il s'agit de quatre langues différentes qui ne sont pas transparentes sans apprentissage pour les locuteurs de chacune d'elles ; néanmoins, pour des raisons politiques, une partie des linguistes roumains considèrent le diasystème qu'elles forment comme une seule langue, dont chaque forme serait un dialecte. Ces linguistes (Gustave Weigand, Ovide Densușianu, Sextil Pușcariu, Alexandre Rosetti, Théodore Capidan) appellent « roumain » l'ensemble du diasystème, « istro-roumain » l'istrien, « mégléno-roumain » le méglénite et « daco-roumain » le roumain. En outre, ce dernier est appelé « moldave » par les mouvements pro-russes et communistes de la République de Moldavie, également pour des raisons politiques.

### Autres groupes
| Langue | Aire de diffusion                                                                   | Nombre de locuteurs                  |
| --- | ----------------------------------------------------------------------------------- | ------------------------------------ |
| Albanais | Albanie et Kosovo (minorité en Grèce, Macédoine du Nord et en Serbie).              | 7 600 000                            |
| Grec moderne | Grèce (minorité en Albanie).                                                        | 10 500 000                           |
| Tsakonien | Tsakonie (dans le Péloponnèse, en Grèce).                                           | 300 (courant) à 1 500 (occasionnel)  |
| Romani (parlers : arlisque - arliskó, ashkalisque - aškaliskó, djambasque - xhambaskó, tchanarsque - čanarskó, tcherbarsque - čerbarskó, thamarsque - thamarskó ou vlashisque - vlašiskó, vlah ou vlax) | Diffus dans tous les Balkans.                                                       | De 1 à 3 millions ?                  |
| Judéo-espagnol | Ruse, Varna, Plovdiv, Bérée, Salonique, Alexandroúpoli, Edirne, Istanbul, Tekirdağ. | Jusqu'à cinq milliers ?              |
| Tatar de Dobrogée | En Roumanie et Bulgarie                                                             | 85 000 (peut-être autant en Turquie) |
| Turc | Thrace (en Turquie ; minorité en Roumanie, Bulgarie, Macédoine du Nord et Grèce).   | 15 000 000 (Balkans uniquement).     |